# Королівка (Хмельницький район)
Королі́вка — село в Україні, у Розсошанській сільській громаді Хмельницького району Хмельницької області. Населення становить 206 осіб.